# 浄光院 (保科正之生母)
浄光院（じょうこういん、天正12年（1584年） - 寛永12年9月17日（1635年10月27日））は、江戸幕府2代将軍徳川秀忠の妾（本人および秀忠の死後に側室の扱いがなされた）。会津藩祖・保科正之の生母。父は元後北条氏家臣の神尾栄嘉（あるいは武州板橋在竹村の大工の娘とも）。名は静。兄弟は上から、神尾嘉右衛門政秀、竹村次俊の妻、神尾弥兵衛、おしづ、神尾才兵衛政景、酒井与助の妻、半井兵部の妻。

## 人物
慶長年間に秀忠の乳母・大姥局に仕える。その際、秀忠に見初められる。その後に懐妊したが側室に迎えられることなく、見性院（武田信玄次女、穴山梅雪未亡人）の元に預けられる。そこで慶長16年（1611年）に幸松（後の正之）を生む。元和3年（1617年）、幸松が名目上保科正光の子とされたため、静もそれに伴って信濃の高遠城に住むようになる。
寛永12年（1635年）、同地にて52歳で病死した。一旦長遠寺（長野県伊那市）に葬られ、正之が会津藩主となった後は浄光寺（福島県会津若松市）に改葬されるが、静自身は日蓮宗を信仰していたため、正之の手で身延山久遠寺（山梨県身延町）にさらに改葬される。戒名は「淨光院殿法紹日惠大姉」であるが、久遠寺の碑名には「淨光院法紹日惠靈」とある。なお、同碑銘には「孝子會津從四位上左近衞權少將源朝臣正之奉祀」と刻されている。

## 関連作品

### テレビドラマ
- 『大奥〜第一章〜』（演：雛形あきこ）

### 漫画
- 『風雲児たち』（みなもと太郎作）